# Onești (stacja kolejowa)
Onești (rum: Gara Onești) – stacja kolejowa w miejscowości Onești, w Okręgu Bacău, w Rumunii. Stacja jest obsługiwana przez pociągi CFR Călători. Znajduje się na linii kolejowej Adjud – Siculeni.

## Linie kolejowe
- Linia Adjud – Siculeni